# Kassina senegalensis
Kassina senegalensis е вид жаба от семейство Hyperoliidae. Видът не е застрашен от изчезване.

## Разпространение
Разпространен е в Ангола, Бенин, Ботсвана, Буркина Фасо, Гамбия, Гана, Гвинея, Демократична република Конго, Етиопия, Замбия, Зимбабве, Камерун, Кения, Кот д'Ивоар, Лесото, Малави, Мали, Мозамбик, Намибия, Нигер, Нигерия, Руанда, Свазиленд, Сенегал, Сиера Леоне, Сомалия, Танзания, Уганда, Централноафриканска република, Чад, Южен Судан и Южна Африка.